# Les années Barclay
Les années Barclay è un cofanetto postumo della cantante italo-francese Dalida, pubblicato nel 1991 da Barclay.
L'album contiene duecentoquarantacinque canzoni del repertorio tra gli anni cinquanta e sessanta della cantante, racchiuse in 10 CD jewel case. Tra questi brani sono stati inseriti anche sei nuovi inediti: Ton âme, Le bonheur vient de me dire bonjour, Je te perds, Sa grande passion, J'ai ta main e Va plus loin que le temps.
Il nome della raccolta deriva dal fatto che i lavori di Dalida, in quegli anni, venivano distribuiti dalla casa discografica Barclay.
La raccolta venne anche pubblicata sotto forma di doppio CD e musicassetta, sempre nel 1991, contenenti rispettivamente quarantadue e trentadue tracce.
Il cofanetto venne riedito sia nel 1997 che nel 2013; entrambe le versioni vennero pubblicate con copertine differenti.

## CD volume 1:56/57 - Bambino
1. Madona
2. Guitare flamenco
3. Flamenco bleu
4. Mon cœur va
5. La violetera
6. Fado
7. Gitane
8. Le torrent
9. Bambino
10. Aime-moi
11. Eh ben
12. Por favor
13. Miguel
14. Ay! Mourir pour toi
15. Maman, la plus belle du monde
16. Le petit chemin de Pierres
17. Le ranch de Maria
18. Tu peux tout faire de moi
19. Quand on n'a que l'amour
20. Tu n'as pas très bon caractère
21. Lazzarelle
22. Buenas noches mi amor
23. Scusami

## CD volume 2:57/58  - Come prima
1. Oh! Là là
2. Pour garder
3. Tesoro mio
4. Calypso italiano
5. Histoire d'un amour
6. Gondolier
7. Le jour où la pluie viendra
8. J'écoute chanter la brise
9. Pardon
10. Dieu seul
11. Les yeux de mon amour
12. Dans le bleu du ciel bleu (Volare)
13. La montagne
14. Je pars
15. Timide sérénade
16. Inconnu mon amour
17. L'amour chante
18. Mélodie perdue
19. Les gitans
20. Marchand de fruits
21. Rendez-vous au Lavandou
22. Aïe mon cœur
23. Adieu monsieur mon amour
24. Maintenant
25. Héléna
26. Come prima (Tu me donnes)

## CD volume 3:58/59 - Ciao ciao, bambina
1. Tu m'étais destinée
2. Du moment qu'on s'aime
3. Si je pouvais revivre un jour ma vie
4. Guitare et tambourin
5. Amstramgram
6. Hava naguila
7. Des milions de larmes
8. Tout l'amour
9. Ciao ciao, bambina
10. Ce serait dommage
11. La fille aux pieds nus
12. Love in Portofino
13. La chanson d'Orphée
14. Je te tendrai les bras
15. Mes frères
16. Marina
17. C'est ça l'amore
18. Marie Marie (La Lettre)
19. Ne joue pas
20. Adonis
21. J'ai rêvé
22. Luna caprese
23. Mélodie pour un amour
24. Mon amour oublié
25. Elle, lui et l'autre

## CD volume 4:60 - Les enfants du Pirée
1. T'aimer follement
2. Va petite étoile
3. Dans les rues de Bahia
4. Romantica
5. De Grenade à Seville
6. Le petit claire de lune
7. L'arlequin de Tolède
8. Comme au premier jour
9. S'endormir comme d'habitude
10. Vieni vieni sì
11. Les enfants du Pirée
12. C'est un jour à Naples
13. Pilou pilou hé
14. Le bonheur
15. Itsi bitsi petit bikini
16. O sole mio
17. Bras dessus, bras dessus
18. Ni chaud ni froid
19. Douce nuit, Sainte nuit
20. Noël blanc
21. Petit Papa Noël
22. Vive le vent
23. Garde-moi la dernière danse
24. La joie d'aimer
25. Ciao ciao, mon amour
26. Les marrons chauds

## CD volume 5:61/62 - Le petit Gonzales
1. Dix mille bulles bleues
2. Pépé
3. Vingt-quatre milles baisers
4. Je me sens vivre
5. Quand tu dors près de moi
6. Parlez-moi d'amour
7. Nuits d'Espagne
8. Reste encore avec moi
9. Protégez-moi Seigneur
10. Tu peux le prendre
11. Avec un poignée de terre
12. Comme une symphonie
13. Loin de moi
14. Plus loin que la terre
15. Tu ne sais pas
16. Cordoba
17. Si tu me téléphones
18. Achète-moi un juke box
19. T'aimerai toujours
20. La leçon de twist
21. Le ciel bleu
22. Le petit Gonzales
23. À ma chance
24. Je ne peux pas me passer de toi
25. Toi tu me plais
26. Je l'attends
27. Petit éléphant twist
28. Que sont devenues les fleurs

## CD volume 6:62/64 - Le jour le plus long
1. Le jour le plus long
2. Toutes les nuits
3. Mi cariñito
4. Tu croiras
5. La partie de football
6. Cha cha cha
7. Bientôt
8. Chez moi
9. Loop de loop
10. Quand revient l'été
11. Le jour du retour
12. Eux
13. Que la vie était jolie
14. Sois heureux
15. Ah! quelle merveille
16. Ce coin de terre
17. Et là elle a dit
18. Ding ding
19. Papa achet'moi un mari
20. Ils sont partis
21. Tant d'amour du printemps
22. Je ne sais plus
23. Ne t'en fais pas pour ça
24. Ne lis pas cette lettre
25. Je t'aime
26. Chaque instant de chaque jour
27. À chacun sa chance
28. Amore scusami

## CD volume 7:64/65 - La danse de Zorba
1. Je n'ai jamais pu t'oublier
2. La valse des vacances
3. Allô... tu m'entends?
4. Le printemps sur la colline
5. La Sainte Totoche
6. Viva la pappa
7. Hene ma tov
8. La danse de Zorba
9. Tu n'as pas mérité
10. Tout se termine
11. Les nuits sans toi
12. Il silenzio (Bonsoir mon amour)
13. Scandale dans la famille
14. Flamenco
15. Je ne dirai ni oui ni non
16. Tu me voles
17. Son chapeau
18. La vie en rose
19. Toi pardonne-moi
20. Le soleil et la montagne
21. C'est irréparable
22. Un enfant

## CD volume 8:66/67 - Ciao amore, ciao
1. El Cordobés (Manuel Benitez)
2. Et... et
3. Je crois mon cœur
4. Je t'appelle encore
5. Baisse un peu la radio
6. Modesty Blaise
7. Parle-moi de lui
8. Petit homme
9. Tendre amour
10. Je préfère naturellement
11. Dans ma chambre
12. Mama
13. Ne reviens pas mon amour
14. Ciao amore, ciao
15. Mon cœur est fou
16. Les grilles de ma maison
17. Les gens sont fous
18. Pauvre cœur
19. La chanson de Yohann
20. À qui
21. Loin dans le temps
22. La banda
23. Je reviens te chercher
24. J'ai décidé de vivre

## CD volume 9:67/69 - Le temps des fleurs
1. Entrez sans frapper
2. Toi mon amour
3. Si j'avais de millions
4. Tout le monde a sa chanson d'amour
5. Tzigane
6. Tout le monde sait
7. Pars
8. Dans la ville endormie
9. La petite maison bleue
10. La bambola
11. La temps des fleurs
12. Je m'endors dans tes bras
13. Le septième jour
14. Le petit perroquet
15. Je me repose
16. Quelques larmes de pluie
17. Manuella
18. Tire l'aiguille
19. L'anniversaire
20. Sèche vite tes larmes
21. Zoum zoum zoum
22. Dis-moi des mots
23. Les violons de mon pays
24. Le vent n'as pas de mémoire

## CD volume 10:69/70 - L'an 2005
1. Le sable de l'amour
2. Et pourtant j'ai froid
3. L'an 2005
4. Les anges noirs
5. Ma mère me disait
6. Deux colombes
7. Les couleurs de l'amour
8. Ballade à temps perdu
9. Le clan des siciliens
10. Concerto pour une voix
11. Avant de te connaître
12. Hey love
13. Histoire d'aimer
14. Le bonheur vient de me dire bonjour (INEDITO)
15. Sa grande passion (INEDITO)
16. J'ai ta main (INEDITO)
17. Je te perds (INEDITO)
18. Va plus loin que le temps (INEDITO)
19. Ton âme (INEDITO)